# Cornățelu
Cornăţelu é uma comuna romena localizada no distrito de Dâmboviţa, na região de Muntênia. A comuna possui uma área de 110.00 km² e sua população era de 1578 habitantes segundo o censo de 2007.